# Felipe Pérez Capo
Felipe Pérez Capo (Sevilla, 1878-Barcelona, 1970) fue un dramaturgo y novelista español.

## Biografía
Hijo de María Capo y del poeta satírico Felipe Pérez y González, nació en Sevilla en la calle de la Rábida, núm. 5, el día 12 de septiembre de 1878 y fue bautizado en la parroquia de la Magdalena. Se dedicó principalmente a escribir para el teatro. Dramaturgo prolífico, escribió muy pocas piezas en colaboración con otros autores. Falleció hacia comienzos de julio de 1970 en Barcelona.

## Obras
Pueden separarse las obras de este autor en comedias y zarzuelas. A sus conjunto de zarzuelas pertenece la que inauguró su carrera literaria: La noche del tenorio, en un acto, estrenada en el teatro Romea de Madrid en 1897. A esta siguieron Y no es noche de dormir (en un un acto), Sergio, el soldadito de chocolate (en un acto), Renato, Conde de Luxemburgo (en un acto), Mary, la Princesa del dólar (en un acto), ¡Pobrecitos frailes, que se quedan dentro! (en un acto), El organista de Móstoles (en un acto), La octava maravilla (en un acto), María Jesús (en un acto), Leganés, 15 (en un acto), El Lazarillo (en un acto), Juanita, la divorciada (en un acto), Idilio (en un acto), La huertana (en un acto), El gran hombre de Strasberg (en dos actos), Dora, la Viuda Alegre (en un acto), Don Miguel de Manara (en un acto), La compañera (en un acto), El Carnaval de Venecia (en un acto), El canto del gallo (en un acto), La bella Olimpia (en un acto), La Arabia Feliz (en un acto), El alma de cantarillo (en un acto), Los cangrejos, La Corte de los casados, Las minas de Talia Santuzza, El misterio de un vals, El Coronel Castañón, La villa triste y escacharrada, Madrid a obscuras, Los secretos de Venus, Los misterios del amor, Reyes la Jerezana y El monigotillo.
Entre las comedias figuraron Yo necesito casarme, Las veletas, Sinibaldo Campánula (todas en un acto), Estoy en el secreto (en dos actos), El papá del regimiento (en tres actos), La noria de Don Juan, El Capitán Patapón, Los Chiquitines, Benjamín Urrutia, Margarita y Roberto, La vena de plata, La señorita mecánica, El regreso de Mambrú, El amor en maniobras, Los Morenos, El rebaño, El hombre del día, La muerte del torero, Las cosas de Navarrete, El primo de mi mujer, Papaito y La doctora (1920). También fue autor de los monólogos Carta del prisionero, ¡Se me ha perdido la costilla!, ¡Bravo Murillo!, ¡La primera cana! y de los entremeses La canariera, Heno de Pravia y Sistema Olendorff.
Para el Gran Guignol compuso El beso de Olimpia, ¡A traición!, El secreto del niño y Espionaje. Tenía comedias y novelas como El misterio de la Villa Azul; El collar de Miss Alicia, Olga la Traidora y La brutalidad de Bruto. Sus obras escritas en colaboración fueron El mozo crúo, El galgo de Andalucía, Aires nacionales, El tío Calandria, La venta del burro (estrenada en el teatro del Duque en Sevilla) y Flor de Mayo, todas con Jiménez Prieto; El día de la Victoria, con Felipe Pérez y González; El tío Charra, con García Valero; La Pinturera y El compañero Gutiérrez, con Asenjo, y Frou-Frou con Paso. Tradujo además al español las comedias Batalla de damas y Demi-Monde.
En el género novelesco, en el cuento, como en la colaboración a la prensa diaria, en prosa y verso, tenía algunos trabajos, entre ellos, además de las citadas novelas, estuvieron: Fruta prohibida, El secreto de Susana, Flor de estufa, Venganza de apache, La máscara que envenena, Flor de azahar, El solitario de Yuste, Mam'zelle Marie, S. E. Don Cornelio, Rocío, De aquí y de allá, Folletos literarios, Curiosidades parlamentarias, Astrakán puro (2 tomos, 1920), Cancionero de amores (1921), Amor vicioso (1908, 1922) y Pastillas de menta, colección de cuentos. Tradujo las novelas Las rosas reflorecen (1921), de Alanic, e Isabel, la de los cabellos de oro (1922), de Marlitt.